# Medak (Indien)
Medak ist eine Stadt im indischen Bundesstaat Telangana.
Die Stadt ist Hauptort des Distrikts Medak. Medak hat den Status einer Municipality. Die Stadt ist in 6 Wards gegliedert. Sie hatte am Stichtag der Volkszählung 2011 44.255 Einwohner.
Der größte Arbeitgeber in Medak ist Ordnance Factory Medak vom Ordnance Factories Board. Das Unternehmen stellt bewaffnete Fahrzeuge für die indische Armee her und leistet einen bedeutenden Beitrag zur lokalen Wirtschaft.